# ブランスコム・リッチモンド
ブランスコム・リッチモンド（Branscombe Richmond,  1955年8月8日 - ）は、アメリカ合衆国の俳優、スタントマンである。

## 来歴
1955年、カリフォルニア州ロサンゼルスに生まれる。父親のLeo C. Richmondも俳優でスタントマンをしていた。1974年にテレビドラマシリーズ『The Rookies』で俳優デビューを果たした後、1976年にはチャールトン・ヘストンら出演の『パニック・イン・スタジアム』でノークレジットながらも役者として映画デビュー。同時に大柄な体格を生かしてスタントマンとしても『ケンタッキー・フライド・ムービー』や『ロッキー3』などへ参加している。
特にその名が知られるようになったのは1992年からレギュラーキャストとして出演したアドベンチャードラマ『反逆のヒーローレネゲイド』で、同作品ではボビー・シックスキラーを演じている。作品によってはRichmond Branscombe、Ranscombe Richmon、など芸名が違っていることもある。

### 私生活
2014年8月現在は既婚であり、妻との間には4人の子供に恵まれている。

## 出演作品

### 映画
- パニック・イン・スタジアム Two-Minute Warning (1976)
- ジェット・ローラー・コースター Rollercoaster (1977)
- マッカーサー MacArthur (1977)
- ケンタッキー・フライド・ムービー The Kentucky Fried Movie (1977)
- The Chicken Chronicles (1977)
- Three on a Date (1978) ※テレビ映画
- Death Moon (1978)
- Kill the Golden Goose (1979)
- The Fish That Saved Pittsburgh (1979)
- ワイキキ Waikiki (1980)
- The Legend of Walks Far Woman (1982) ※テレビ映画
- キルポイント Killpoint (1984)
- スタートレックIII ミスター・スポックを探せ! Star Trek III: The Search for Spock (1984)
- キャノンボール2 Cannonball Run II (1984)
- ハワイアン・ヒート Hawaiian Heat (1984)
- Kids Don't Tell (1985) ※テレビ映画
- J.O.E. and the Colonel (1985) ※テレビ映画
- コマンドー Commando (1985)
- ネバー・トゥー・ヤング Never Too Young to Die (1986)
- 殺しのオデッセイ No Safe Haven (1987)
- ハイウェイマン The Highwayman (1987)
- 殺しのベストセラー Best Seller (1987)
- ヒドゥン The Hidden (1987)
- アクション・ジャクソン/大都会最前線 Action Jackson (1988)
- 長くつ下ピッピの冒険物語 The New Adventures of Pippi Longstocking (1988)
- ザ・ファントム/地獄のヒーロー4 Hero and the Terror (1988)
- L.A.バウンティ L.A. Bounty (1989)
- 007 消されたライセンス Licence to Kill (1989)
- デス・ファイト Cage (1989)
- ハード・トゥ・キル Hard to Kill (1990)
- ジョー、満月の島へ行く Joe Versus the Volcano (1990)
- レッド・テキサス El Diablo (1990) ※テレビ映画
- スノー・ハンター/雪原の標的 Snow Kill (1990)
- ザ・パーフェクト・ウェポン The Perfect Weapon (1991)
- あぶない週末 Driving Me Crazy (1991)
- リトルトウキョー殺人課 Showdown in Little Tokyo (1991)
- ハーレーダビッドソン&マルボロマン Harley Davidson and the Marlboro Man (1991)
- ビバリーヒルズを乗っ取れ! The Taking of Beverly Hills (1991)
- カーリー・スー Curly Sue (1991)
- わが街 Grand Canyon (1991)
- マイホーム・コマンドー Suburban Commando (1991)
- エイセス/大空の誓い Aces: Iron Eagle III (1992)
- バットマン・リターンズ Batman Returns (1992)
- ファイナルフォース Death Ring (1992) ※ビデオ作品
- コロンブス Christopher Columbus: The Discovery (1992)
- デッド・チェイサー/炎の大捜査網 Inside Edge (1992)
- 爆走三銃士 Ring of the Musketeers (1992) ※テレビ映画
- ネメシス Nemesis (1992)
- Sweet Justice (1992)
- ハードラック Sunset Grill (1993)
- ダヴィンチ・ウォーズ Da Vinci's War (1993)
- アレクサ・リターンズ/C.I.A.2 CIA II: Target Alexa (1993)
- ジェリコ・フィーバー Jericho Fever (1993) ※テレビ映画
- The Corpse Had a Familiar Face (1994)
- Hard Vice (1994)
- ジャッジ・ブロンド To the Limit (1995)
- ハワイ5-0 Hawaii Five-O (1997) ※テレビ映画
- スコーピオン・キング The Scorpion King (2002)
- Touch 'Em All McCall (2003)
- Black Cloud (2004)
- Angels with Angles (2005)
- 寝取られ男のラブ♂バカンス Forgetting Sarah Marshall (2008)
- Taken by Force (2010)
- カットスロート Cutthroat (2010)
- ウソツキは結婚のはじまり Just Go with It (2011)
- ソウル・サーファー Soul Surfer (2011)
- Born to Ride (2011)
- センター・オブ・ジ・アース2 神秘の島 Journey 2: The Mysterious Island (2012)
- Angel by Thursday (2014)
- オハナ Finding 'Ohana (2021)

### テレビドラマ
- ルーキーズ The Rookies (1974)
- Lanigan's Rabbi (1976)
- 600万ドルの男 The Six Million Dollar Man (1976, 1977)
- エマージェンシー! Emergency! (1977)
- 地上最強の美女バイオニック・ジェミー The Bionic Woman (1978)
- ロックフォードの事件メモ The Rockford Files (1979)
- 探偵ハート&ハート Hart to Hart (1980)
- ベガス Vega$ (1980)
- 私立探偵マグナム Magnum, P.I. (1980, 1982, 1987)
- チャーリーズ・エンジェル Charlie's Angels (1981)
- Tales of the Gold Monkey (1983)
- ファルコン・クレスト Falcon Crest (1983)
- Automan (1984)
- Lottery! (1984)
- Too Close for Comfort (1984)
- 探偵マイク・ハマー Mike Hammer (1984)
- Matt Houston (1984)
- ハワイアン・ヒート Hawaiian Heat (1984)
- トップモデル諜報員カバー・アップ Cover Up (1985)
- ミラクル・エスパーズ! Misfits of Science (1985)
- リップタイド探偵24時 Riptide (1985, 1986)
- ナイトライダー Knight Rider (1985, 1986)
- 特攻野郎Aチーム The A-Team (1985, 1986)
- 超音速攻撃ヘリ エアーウルフ Airwolf (1985)
- 冒険野郎マクガイバー MacGyver (1985, 1988)
- アメリカン・ヒーロー The Greatest American Hero (1986)
- 私立探偵ハリー Crazy Like a Fox (1986)
- パトカーアダム30 T.J. Hooker (1986)
- ディズニー・ランド Disneyland (1986)
- Heart of the City (1986, 1987)
- 美女と野獣 Beauty and the Beast (1987)
- 俺がハマーだ! Sledge Hammer! (1987)
- Jake and the Fatman (1987, 1989, 1990)
- ヒューストン・ナイツ Houston Knights (1988)
- ナイト・コート Night Court (1988)
- パラダイス Paradise (1988)
- ベイウォッチ Baywatch (1989)
- Island Son (1989)
- ドラグネット Dragnet (1989)
- ライフ・ゴーズ・オン Life Goes On (1989)
- エイリアン・ネイション Alien Nation (1990)
- L.A.ロー 七人の弁護士 L.A. Law (1991)
- Pros and Cons (1991)
- レイブン Raven (1992)
- 反逆のヒーローレネゲイド Renegade (1992 - 1997)
- 炎のテキサス・レンジャー Walker, Texas Ranger (1998)
- 特務指令 AIR AMERICA Air America (1998)
- 刑事ナッシュ・ブリッジス Nash Bridges (2000)
- 18 Wheels of Justice (2001)
- パワーレンジャー・ワイルドフォース Power Rangers Wild Force (2002)
- トレマーズ・ザ・シリーズ Tremors (2003)
- デスパレートな妻たち Desperate Housewives (2005)
- アイズ Eyes (2007)
- Hawaii Five-0 Hawaii Five-0 (2011)

### ゲーム
- エーペックスレジェンズ ジブラルタル (2019)

## 参照
1. ↑  http://www.filmreference.com/film/75/Branscombe-Richmond.html
2. ↑  “Branscombe Richmond Biography”. 2014年8月14日閲覧。